# Зволенская котловина
Зво́ленская котлови́на (словац. Zvolenská kotlina) — межгорная котловина в Словацких Средних горах, центральная Словакия. Растительность — в основном широколиственные леса.

## Достопримечательности
- Город Банска-Бистрица
- Город Зволен
- Замок Долна Мичина
- Развалины замка Добра Нива
- Развалины замка Виглаш

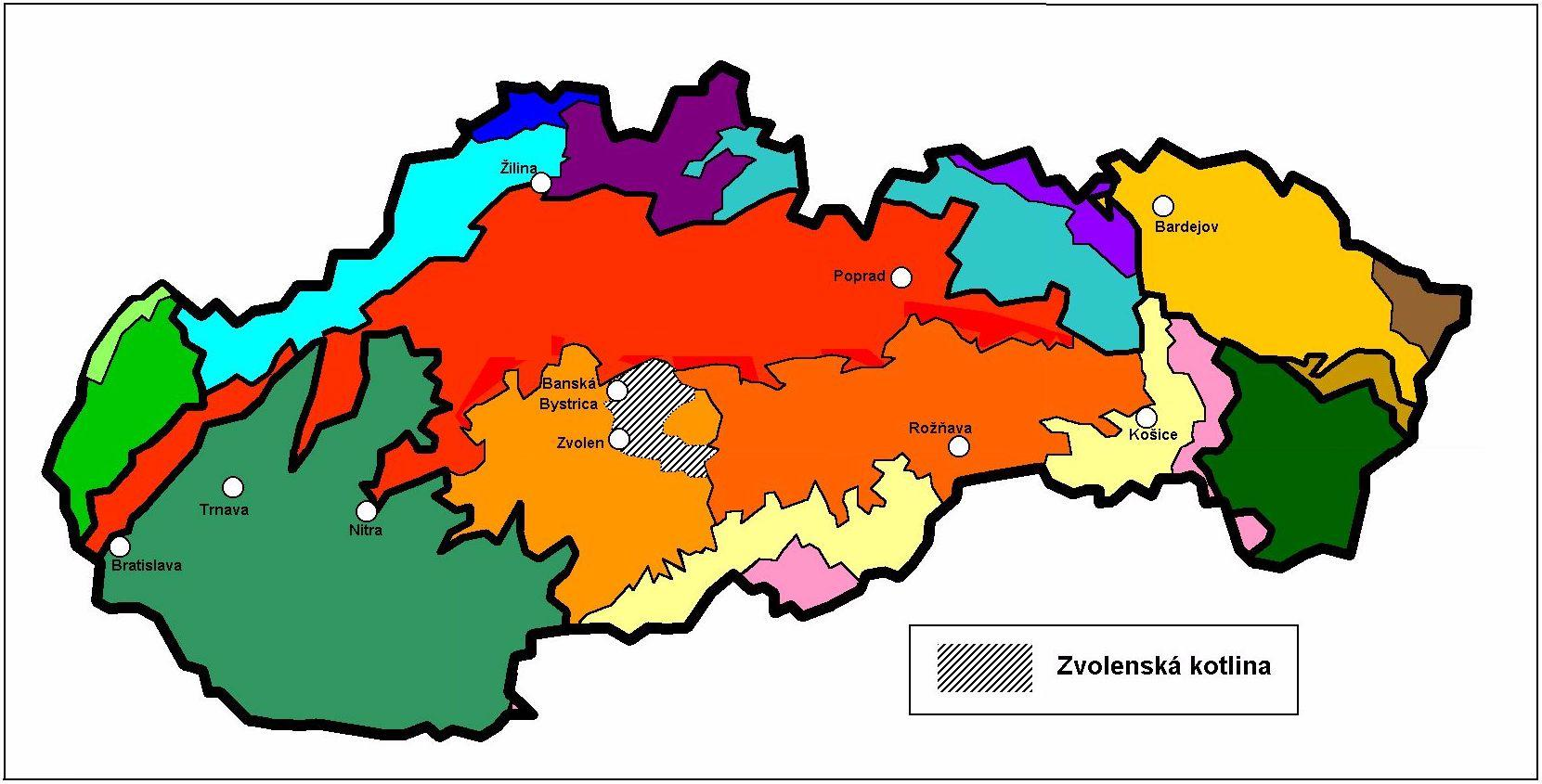
Расположение

- Деревянная лютеранская кирха в Гронсеке
- Готический костёл в Черине
- Источники Мичинске Травертины
- Бассейны Ковачова с термальной водой
- Многочисленные горнолыжные центры